# Медісон Петтіс
Медісон Мішель Петтіс (англ. Madison Michelle Pettis; нар. 22 липня 1998, Арлінгтон, Техас) — американська актриса. Вона відома своїми ролями Софі Мартінес у комедійному серіалі Disney Channel «Корі в будинку», Пейтон Келлі у фільмі «План гри» 2007 року та Еллі Брукс у канадському комедійному серіалі «Життя з хлопцями» 2011 року.

## Біографія
Петтіс народився 22 липня 1998 року в Арлінгтон, штат Техас. Вперше її помітили, коли її мати взяла участь у щорічному обшуку на обкладинці «FortWorthChild», місцевого журналу для батьків. На початку своєї кар'єри Петтіс з'явилася в «Барні і його друзі» як Бріджит у 2005 та 2006 роках, де вона співала, танцювала та грала.
Свою першу головну роль Петтіс зіграла у 2006 році, коли її взяли на роль Пейтон Келлі, давно втраченої дочки персонажа захисника Двейн Джонсон, у фільмі Disney 2007 року «План гри». У 2007 році Петтіс отримала роль Бейлі Брайант, сестри персонажа Корбін Блю, у фільмі 2008 року «Вільний стиль». У 2008 році вона зіграла невелику роль у фільмі «Хортон», а також у фільмі «Різдво маппетів: Листи до Санти». Вона також зіграла невелику роль Лорени у фільмі Вілл Сміт «Сім душ» 2008 року. Петтіс зіграв головну роль у прямому відеофільмі 2008 року «Переважно примарний: Хто випустив привидів?» і його продовженні 2014 року «Переважно примарний: Ви зустрічали мого Гульфренда?», грає роль привида Тара Роланд.
Петтіс знявся в «Корі в будинку» в ролі Софі, дочки президента, і знявся в одному епізоді «Ханна Монтана», зігравши ту ж роль. Вона зіграла Ізабель Тайлер в епізоді «4400». Вона була коментатором ігор Disney Channel у 2007 році та озвучувала мультсеріал Disney Channel «Спеціальний агент Осо». У 2009 році Петтіс з'явилася в ролі самої себе в синдикованій версії ігрового шоу «Ти розумніший за п'ятикласника?».
У 2011 році Петтіс отримав дві головні ролі: озвучення Іззі в мультсеріалі «Джейк і пірати з Небувалії» і Еллі Брукс в канадському телесеріалі «Життя з хлопцями». У 2012 році вона почала повторювати роль у серіалі Disney XD «Піддослідні». 19 жовтня 2014 року Петтіс підтвердила через Facebook, що вона зіграє головну роль у фільмі «Фостери». У 2015 році вона отримала роль голосу в мультсеріалі Disney Channel «Левина варта» і його телефільмі-попереднику «Левина варта: Повернення реву».

## Фільмографія

### Фільм
- 2005 — «Барні: Ти можеш заспівати цю пісню?»
- 2006 — «Барні: Давайте створювати музику»
- 2007 — «План гри»
- 2008 — «Переважно привиди: хто випустив привидів?[en]»
- 2008 — «Сім душ»
- 2008 — «Вільний стиль[en]»
- 2010 — «Пошук Лап Санти[en]»
- 2011 — «Крихітка з Беверлі-Гіллз 2»
- 2012 — «Крихітка з Беверлі-Гіллз 3: Вів ла Фієста!»
- 2014 — «Переважно примарний: Ви зустрічали мого Гульфренда?[en]»
- 2015 — «Ти віриш?[en]»
- 2015 — «Левина варта: Повернення реву»
- 2016 — «Пізньоцвіт»
- 2020 — «Американський пиріг: Правила дівчат»
- 2021 — «Це все він»
- 2022 — «Марго»

### Телебачення
- 2006 — «Єрихон»
- 2006 — «Барні і його друзі»
- 2007–2008 — «Корі в будинку[en]»
- 2007 — «Ханна Монтана»
- 2007 — «4400»
- 2008 — «Різдво маппетів: Листи до Санти[en]»
- 2009 — «Спеціальний агент Осо[en]»
- 2009–2015 — «Фінеас і Ферб»
- 2009 — «Ти розумніший за п'ятикласника?[en]»
- 2011–2015 — «Джейк і пірати з Небувалії»
- 2011 — «Страшна година: серіал[en]»
- 2011–2013 — «Життя з хлопцями[en]»
- 2012–2015 — «Піддослідні»
- 2015–2016 — «Фостери»
- 2015 — «Батьківство»
- 2016–2019 — «Левина варта»
- 2016 — «Справжній О'Нілс[en]»
- 2017 — «Закон і порядок: Спеціальний корпус»
- 2018–2019 — «П'ять очок[en]»
- 2018 — «Софія Прекрасна»
- 2018–2021 — «Чудова Ненсі[en]»
- 2019–2021 — «Змішані пригоди Міккі Мауса[en]»